# M-95墮落者主力戰車
M-95「墮落者」主力戰車（M-95 Degman）是目前克羅埃西亞正研製中的主力戰車，由該國位於斯拉沃尼亞布羅德的杜洛·達克維奇特殊車輛製造廠（Đuro Đaković specijalna vozila d.d.）負責該工程。該戰車還有著「RH-ALAN 墮落者」的稱呼。杜洛·達克維奇工廠曾獲得許可，生產了南斯拉夫時期使用的M-84主力戰車（蘇聯T-72改良版），而墮落者戰車即是M-84的升級發展型號。
墮落者與M-84最大的差別在於其複合裝甲與間隙裝甲再加上爆炸反應裝甲的應用，提供車體前方與側裙足以抵擋高爆反坦克彈的額外防護能力。彈藥也採取了分離式儲存，給予戰車遭到後部攻擊時，砲塔後部又多一道安全措施保護乘員。此外還有由鍊網組成的柵欄裝甲，阻擋火箭推進榴彈攻擊戰車較脆弱的後部。杜洛·達克維奇開發的熱像儀裝置也增強了其夜戰能力，另外還選用了1200匹馬力的引擎，令墮落者有約27匹/噸的推重比。另外在火控系統、通信設備與履帶等方面都有小幅改良。墮落者的自動裝彈機也較M84快約15％，一分鐘可達裝載9發，而後者僅有8發。
墮落者戰車尚未投入量產，然而克羅埃西亞政府已正式下訂兩輛原型車，分別為M-95和M-84D（用作出口）各一輛的樣車。杜洛·達克維奇公司為了科威特和其他潛在買家，將生產出口用的M-84D（為M-84A4進行主要升級後的版本）。科威特陸軍已表示了它對將149輛經過現代化後升級為M-84D標準型的M-84舊車的興趣，且也打算採購額外66輛M-84D的新車。而性能更佳的M-95戰車則將由克國政府下單。

## 發展歷史

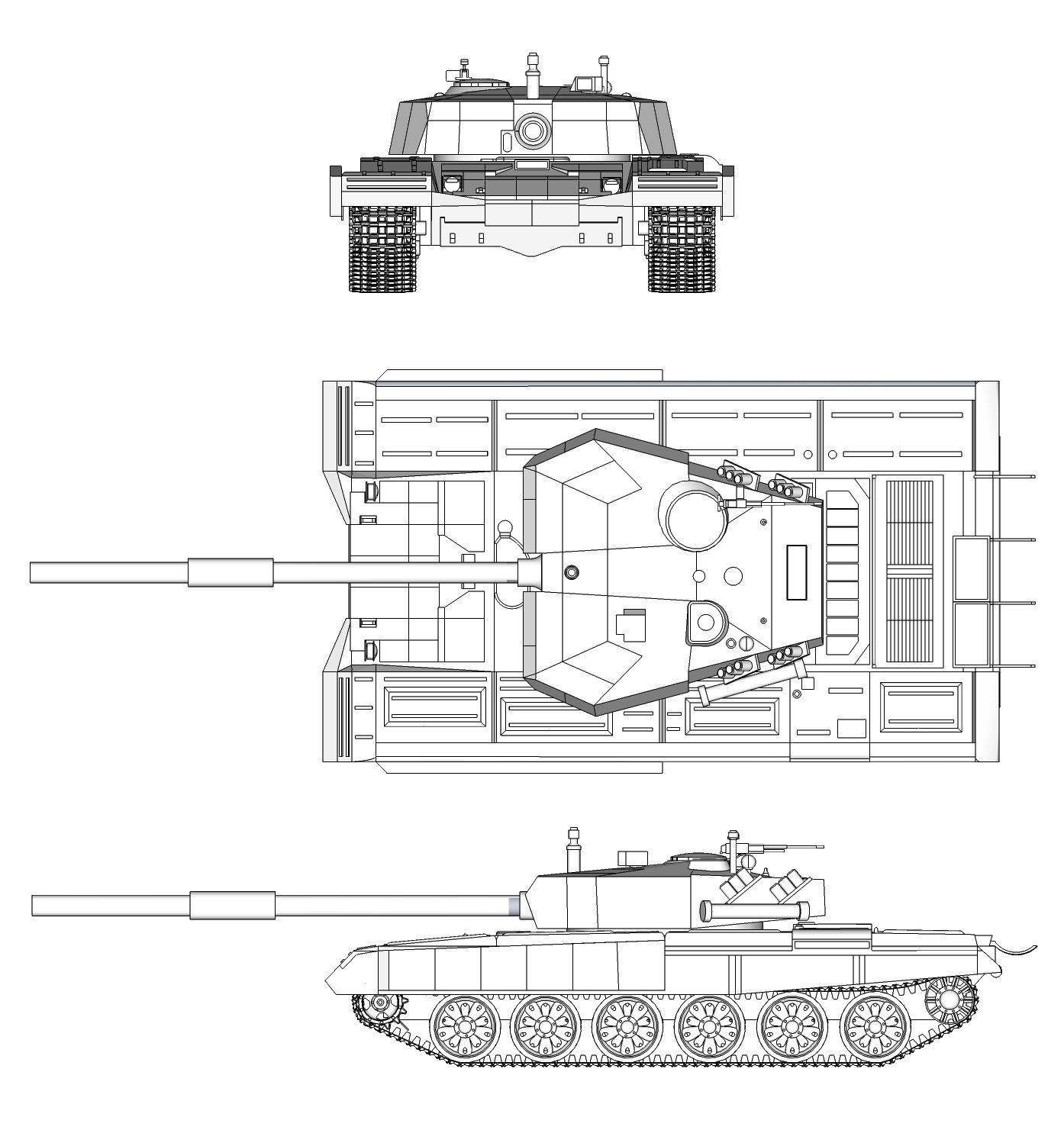
墮落者戰車的三面圖。

墮落者戰車很大程度上是以舊式的M-91維霍爾戰車（Vihor）為基礎發展的。起初，維霍爾戰車的研製工作已告一段落，杜洛·達克維奇特出產的一號原型車也完成了基礎測試，但因為1991年中南斯拉夫內戰的爆發，此款戰車沒能裝備給南斯拉夫人民軍。當時杜洛·達克維奇特還製造了僅車體完工的二號原型車，但同樣因為戰事而一直擱置，到了1994年，新式砲塔製造後，二號原型車才算是正式完成。
同時，一號原型車也進行了升級與現代化，加裝驅動力更強的1200匹馬力引擎，使其推重比獲得了進一步的提昇。砲塔後部也加裝了柵欄裝甲，增加其防禦能力。另外還添增了雷卡尔（Racal）的通信設備，擴大通信範圍與增強數位化協同作戰能力。另外還加裝了SZ 2000核生化防護系統，其效能遠比M-84戰車的同性質套件更佳，舉例來說，在核生化作戰環境下，SZ-2000會自動關閉引擎，將空氣過濾後再送入戰車中。
斯洛維尼亞公司福洛透納（Fotona）也研發了新的光學儀和火控系統，現要作為克羅埃西亞和斯洛維尼亞的M-84戰車標準配備。維霍爾M95型戰車也加裝了新的雷射測距儀—LIRD-4B和福洛透納、康查尔與杜洛·達克維奇三公司合作的數位戰場系統，迪爾公司（Diehl）也設計了新式的840片可替換履帶，給予該戰車更佳的越野能力。
墮落者的開發也受到以色列企業埃尔比特（Elbit）的幫助，其提供自行開發的爆炸反應裝甲，令該戰車不單是防護力上有所提昇，連外觀和原型都有相當的不同。拉斐爾公司（Rafael）也提供了裝載了結合12.7公釐口徑的重機槍和40公釐榴彈發射器的參孫遙控武器站，該武器可由車長使用熱像儀單獨操作。還有一些預定的升級工作，如可換裝由瑞士RUAG開發的新式120公釐戰車砲、額外的防護設備（如ECM系統）和加裝拉哈特反坦克飛彈等。

## 預定用戶
- ：克羅埃西亞陸軍預計裝備30到40輛M-95戰車。

## 資料來源
1. ↑  Bartol Jerković; Živko Ilijevski.  (PDF).   [2008-02-25]. （原始内容 (PDF)存档于2008-06-26）.
2. ↑  Vejnović, Saša. . Poslovni dnevnik. 12 April 2007  [2008-02-25]. （原始内容存档于2007-07-17） （克罗地亚语）.
3. ↑  （英文）M-95 Degman Main Battle Tank - Army Technology （页面存档备份，存于）

## 外部連結
- （英文） https://web.archive.org/web/20060525082858/http://www.ddsv.hr/tenk_degman_eng_1.html
- （克羅埃西亞文） http://www.vjesnik.hr/pdf/2003%5C05%5C20%5C07A7.PDF （页面存档备份，存于）
- （克羅埃西亞文）Eduard Šoštarić.  [Kuwait did not give up on the M-84]. Nacional. 4 August 2008  [1 July 2012]. （原始内容存档于2012-07-01）.
- （塞爾維亞文） http://www.personalmag.rs/mil10.htm%5B%5D

| 论 编 | 二戰後歐洲裝甲戰鬥車輛 |